# Чемпіонат світу з боксу серед жінок 2008
V Чемпіонат світу з боксу серед жінок відбувся 22 - 29 листопада 2008 року в Нінбо, Китай.
Бої проходили у 13 вагових категоріях. У чемпіонаті взяло участь 237 боксерів, що представляли 42 національні федерації.
Представники господарів завоювали найбільшу кількість медалей, залишивши далеко позаду наступних призерів. Україна здобула одну бронзову медаль.
Україну представляли: Оксана Штакун, Тетяна Дахіна, Тетяна Коб, Вікторія Руденко, Людмила Грицай, Марія Собчук, Олександра Сидоренко, Яна Зав'ялова, Олександра Козлан, Лілія Дурнєва, Тетяна Іващенко, Ірина Комар, Інна Шевченко.

## Медалістки
| Категорія: | Золото:            | Срібло:             | Бронза:                         | Посилання:    |
| до 46 кг   | Мері Ком           | Стелюца Дуца        | Йон Ок Джозі Ґабуко             | - 46 кг       |
| до 48 кг   | Сара Урамуне       | Олександра Кулєшова | Дженні Гедінгз                  | - 48 кг       |
| до 50 кг   | Кім Гьян Ок        | Олена Савельєва     | Ана-Ліза Круз Чхотту Лура       | - 50 кг       |
| до 52 кг   | Жень Цаньцань      | Енні Албанія        | Вікторія Руденко Лаїшрам Саріта | - 52 кг       |
| до 54 кг   | Кароліна Міхальчук | Нікола Адамс        | Синтія Морено Цінь Жан          | - 54 кг       |
| до 57 кг   | Чжан Цінь          | Уша Наґісетті       | Софія Очігава Едіна Пездані     | - 57 кг       |
| до 60 кг   | Кеті Тейлор        | Дон Чен             | Сінді Ораїн Айзанат Гаджиєва    | - 60 кг       |
| до 63 кг   | Гюльсюм Татар      | Любов Лопатіна      | Клара Свенссон Чжан Ся Ма       | - 63 кг       |
| до 66 кг   | Мері Спенсер       | Ванесса Джексон     | Сук Йон Лі Цян Ван              | - 66 кг       |
| до 70 кг   | Аріанна Фортін     | Ян Тін Тін          | Нуркан Чаркчі Олена Кольцова    | - 70 кг       |
| до 75 кг   | Лі Цзіньцзи        | Анна Лорелл         | Ембер Коніков Аніта Душа        | - 75 кг       |
| до 80 кг   | Тан Чже Лі         | Міошія Вагонер      | Сельма Ягчі Фетті Парасківа     | - 80 кг       |
| вище 80 кг | Шемсі Яралі        | Адріана Госу        | Тіффані Гірн Лі На Жань         | - понад 80 кг |

* У китаянки Чен Їнь (до 48 кг) після перемоги у фіналі було виявлено заборонені речовини у тест-допінгу, тому вона була дискваліфікована, а чемпіонкою оголошена француженка Сара Урамуне, яка програла Чен Їнь у фіналі — 1-5. Срібну медаль отримала росіянка Олександра Кулєшова, яка програла Чен Їнь у півфіналі — 5-6.

## Медальний залік
| Медальний залік |                 |        |        |        |       |
| Місце           | Держава         | Золото | Срібло | Бронза | Разом |
| 1               | КНР             | 4      | 2      | 4      | 10    |
| 2               | Туреччина       | 2      | 0      | 2      | 4     |
| 3               | Канада          | 2      | 0      | 1      | 3     |
| 4               | Індія           | 1      | 1      | 2      | 4     |
| 5               | Північна Корея  | 1      | 0      | 2      | 3     |
| 6               | Франція         | 1      | 0      | 1      | 2     |
| 7               | Польща          | 1      | 0      | 0      | 1     |
| 7               | Ірландія        | 1      | 0      | 0      | 1     |
| 9               | Росія           | 0      | 3      | 2      | 5     |
| 10              | США             | 0      | 2      | 2      | 4     |
| 11              | Румунія         | 0      | 2      | 1      | 3     |
| 12              | Філіппіни       | 0      | 1      | 2      | 3     |
| 12              | Швеція          | 0      | 1      | 2      | 3     |
| 14              | Велика Британія | 0      | 1      | 0      | 1     |
| 15              | Угорщина        | 0      | 0      | 2      | 2     |
| 16              | Казахстан       | 0      | 0      | 1      | 1     |
| 16              | Україна         | 0      | 0      | 1      | 1     |
| Разом           | 17 держав       | 13     | 13     | 25     | 51    |